# Ghiacciaio Flint
Il ghiacciaio Flint (in inglese Flint Glacier) è un ghiacciaio situato sulla costa di Foyn, nella parte orientale della Terra di Graham, in Antartide. Il ghiacciaio, il cui punto più alto si trova 232 m s.l.m., fluisce verso sud fino ad entrare nell'insenatura Whirlwind, tra il ghiacciaio Demorest e capo Northrop, andando così ad alimentare quello che rimane della piattaforma di ghiaccio Larsen C.

## Storia
Il ghiacciaio Flint fu scoperto da Sir Hubert Wilkins che lo fotografò durante una ricognizione aerea il 20 dicembre 1928. Dopo essere stato di nuovo fotografato, nel 1940, da parte del Programma Antartico degli Stati Uniti d'America, nel 1947 fu poi oggetto di un'altra ricognizione, questa volta da parte del British Antarctic Survey, che all'epoca si chiamava ancora Falkland Islands and Dependencies Survey, che lo mappò e lo battezzò con il suo attuale nome in onore del glaciologo Richard F. Flint, professore di geologia all'Università di Yale.